# Enakievo
Enakievo  (în ucraineană Єнакієве, în rusă Енакиево) este un oraș din Ucraina.
 Imperiul Rus 1898–1917

 RSS Ucraineană 1920–1922

 Uniunea Sovietică 1922–1941

 Imperiul German (ocupația) 1941–1943

 Uniunea Sovietică 1943–1991

 Ucraina 1991–prezent 